# 鞆の浦鯛しばり網漁法

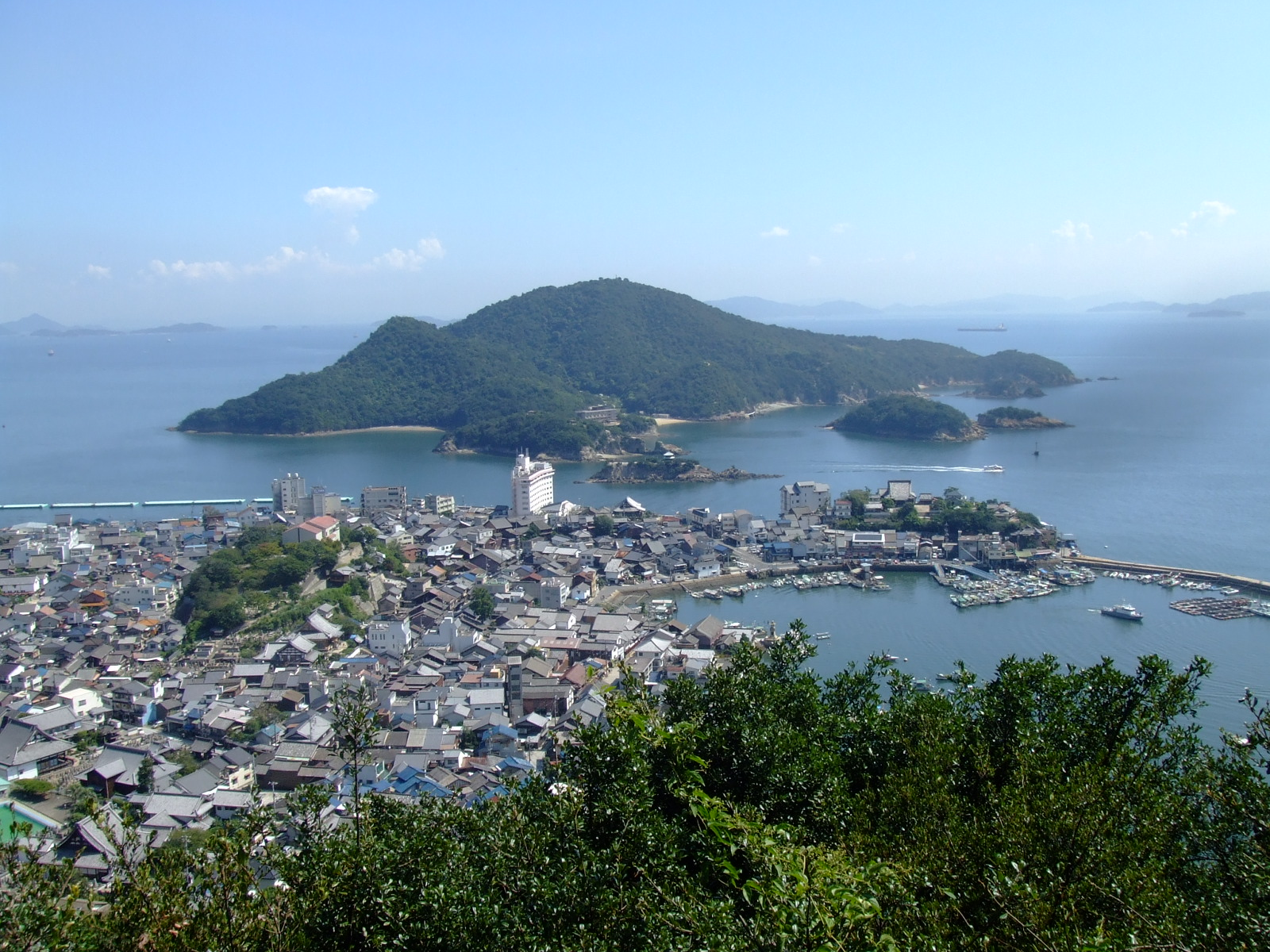
写真上部が仙酔島で手前右の砂浜が田の浦海岸。そこから手前の海峡の小さな島が弁天島。

鞆の浦鯛しばり網漁法（とものうらたいしばりあみぎょほう）は、広島県福山市鞆の浦での鯛の漁法。鞆の鯛網（とものたいあみ）とも観光鯛網とも。福山市指定無形民俗文化財。現在はこの漁法での漁は行われておらず、伝統行事として毎年5月仙酔島田の浦海岸を拠点に観光用に行われている。
この漁法が開発されたのは江戸時代初頭、村上水軍をルーツに持つ網元の村上太郎兵衛義光が考案したと言われている。これに鞆の当納屋忠兵衛が協力したとも、一緒に考えたとも言われている。明治時代中期に1網で1万匹とれた記録がある。
観光用の鯛網が始まったのは1923年（大正12年）からで、地元では当時の漁法がそのまま伝えられているのはここだけと自負している。観覧船で近くで漁を見ることが出来、とれたての魚を船上で直接買える。

## 漁法
”沖しばり網”と言われる巻き網漁法の一種である（詳細は右の動画を参照）。船団を形成し漁を行う。1船団あたり60人くらいの人手を要した。
- 親船（網船）2隻 - 動力のない網船[4][2]。「真網」と呼ばれる左回りに進路を取る船と、「逆網」と呼ばれる右回りに進路を取る船からなる。
- 錨船2隻 - 親船の引船[4][2]。
- 生船 - 獲れた鯛を運ぶ船で、6隻以上で構成された[4][2]。
- 指揮船[4][2]
- これに加え、勢子を担当する船も存在していた[4]。

網は1つ、サイズは長さ1,500m×幅（深さ）100mと大きく、網目は3種で構成され、大外が鯛を追い込む目の粗い「大引網」、中間部が目の細かい「手網」、底が鯛を捕獲する「袋網」となっている。鯛の魚群を発見すると指揮船の合図で2隻の親船からその周りを円を描くように網を下ろしていき、そこから親船に乗った漁師が「エットー、エットー、ヨーイヤサンジャー」の掛け声に合わせながら網を引っ張り円を狭めていき鯛を追い込んでいく。

## 観光鯛網

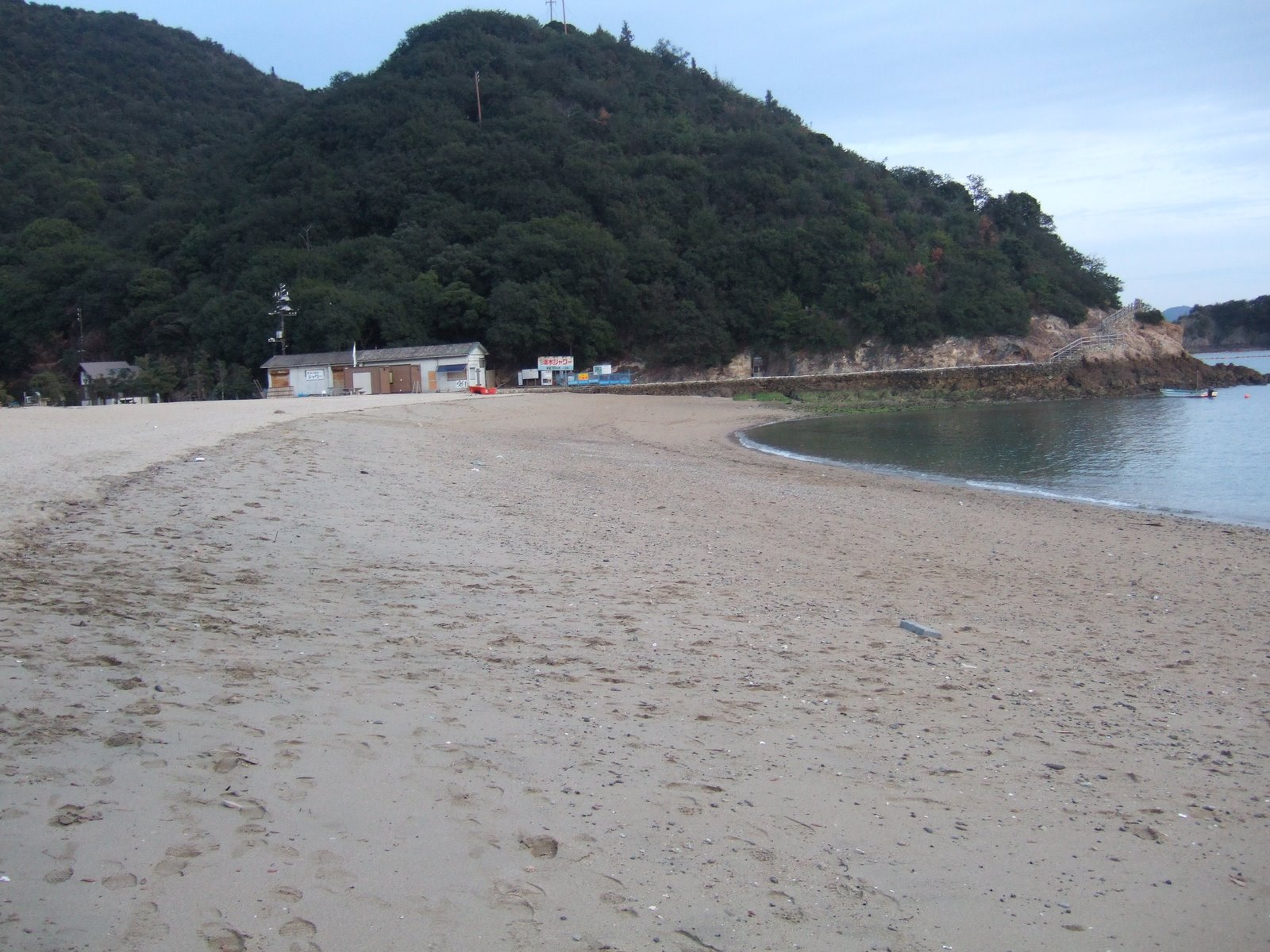
田の浦海岸

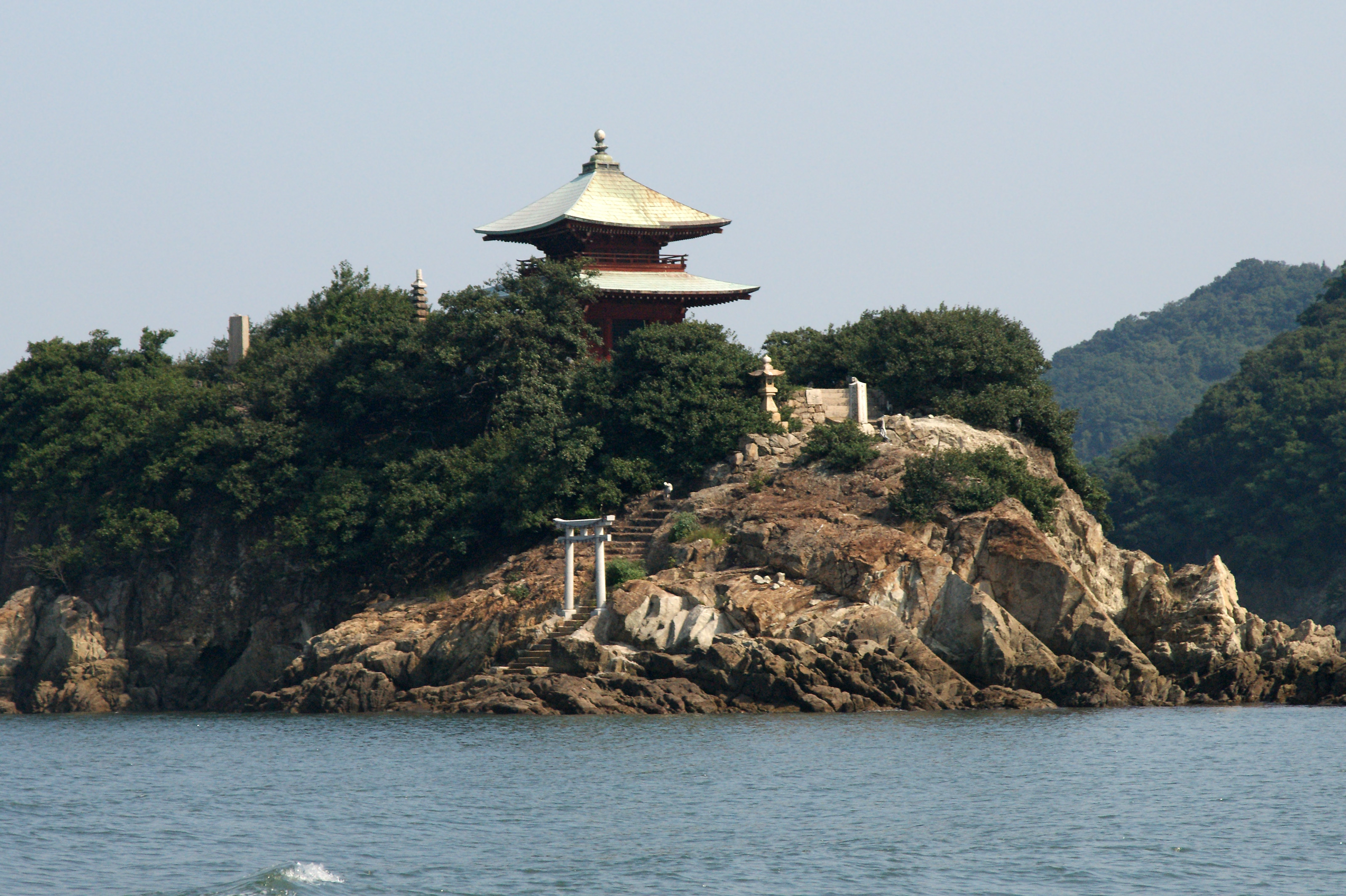
弁天島弁財天

開催期間は毎年5月中、平日午後1回、日曜・祝日は午前午後2回。仙酔島田の浦海岸から乗り込み所要時間は約2時間。有料のイベントで、鞆から仙酔島への渡航費込みで観覧券を販売している。以下観光鯛網の進行を示す（右の動画も参照）。なお上記漁法の船団のうち、生船・勢子は観光鯛網ではいない。
1. 田の浦海岸で網下ろしの祝と大漁祈願として、樽太鼓が鳴らされ「鯛網大漁節」が歌われる。
2. 弁財天の使いである乙姫による大漁祈願の「弁天竜宮の舞」を披露。
3. 仮設桟橋から観光客が観覧船に乗り込み、出港。
4. 「漕出式」指揮船を中心に錨船・親船は左へ3周する。美保神社宮参りに習ったもの。乙姫が手船で弁天島弁財天へ向かい大漁祈願。
5. 出漁、船団は沖合の漁場へ向かう。
6. 鯛網開始。
7. 観覧船が親船に近づき、漁を観覧、親船に乗り込み獲れたての鯛を購入できる（購入費用は観覧料とは別に必要、市場価格の半値以下程度[4]）。
8. 鯛網終了後、鞆周辺をクルージングし帰港。

## 沿革

### 定説
鯛は春先に産卵のため瀬戸内海中央部にやってくるため、それを狙って瀬戸内海沿岸部各地で鯛漁が行われていた。
この地ではこの漁法が開発される以前は、地引き網漁、あるいは沖合に張った建て網で岸近くまで誘導して捕獲していた。そこから讃岐国西讃周辺で行われていた「たい大網」あるいは「縛網」を参考に、沖合に出て鯛の魚群を積極的に捕獲するしばり網漁法に移っていった。
村上太郎兵衛義光は、因島村上氏（村上水軍）ゆかりの人物で江戸時代初期は沼隈郡常石に住んでいた。備後福山藩は、藩の重要港である鞆の沖合に位置し当時は無人島だった走島を抑えるため、義光に入植させた。この際、義光には島の全権を与えられたことから庄屋となり、そして備後灘一帯の漁業権を与えられたことから網元となり漁法の開発を進めていった。
寛永年間1630年頃、義光は鯛網を改良し、より漁獲量をあげ鯛を傷つけずつまり商品価値を落とさず効率的に捕獲する漁法として「沖しばり網」漁法を生み出した。鞆の当納屋忠兵衛と協力して改良した鯛網を始めると、漁獲高が格段にあがっていった。

### 新説
鯛網を詳細に調べた宮本住逸（スタンフォード大学客員教授）によると、この漁法のルーツは紀州塩津浦にあるという。塩津では室町時代後期1500年ごろにイワシなどでしばり網漁法を用いており、寛永年間1630年頃彼ら紀伊の漁師が瀬戸内に進出し、彼らの漁法が瀬戸内に広まり、ここ鞆の浦でも定着し改良され鯛しばり網となった、というもの。
更に、鞆の鯛網によって優秀な船大工が生まれ、田島では網作りが発達し鯨網職人・双海船乗りとして西海捕鯨では重用されたという。

### 観光展開
文政2年（1819年）菅茶山『備後福山領風俗記』によると、鯛網のまわりには見物人がおり網船に酒を送ると鯛を返礼として貰っていたことが書かれており、つまりこの時代には鯛網の周りには観覧船が出ていた。
廃藩置県後、勢力の弱まった村上氏に代わり、鞆の平地区の漁師達による網元が鯛網を引き継ぐことになる。明治20年（1887年）、平地区の本瓦清兵衛・藤本清助・表政七ら11軒の網元が発足し、今後は彼らが中心となっていった。明治末期にはこれに加え原地区にも存在していた。また明治30年（1897年）には姫路で行われた第2回水産博覧会にて”鯛縛り網模型””鯛網図”を出品、入賞している。

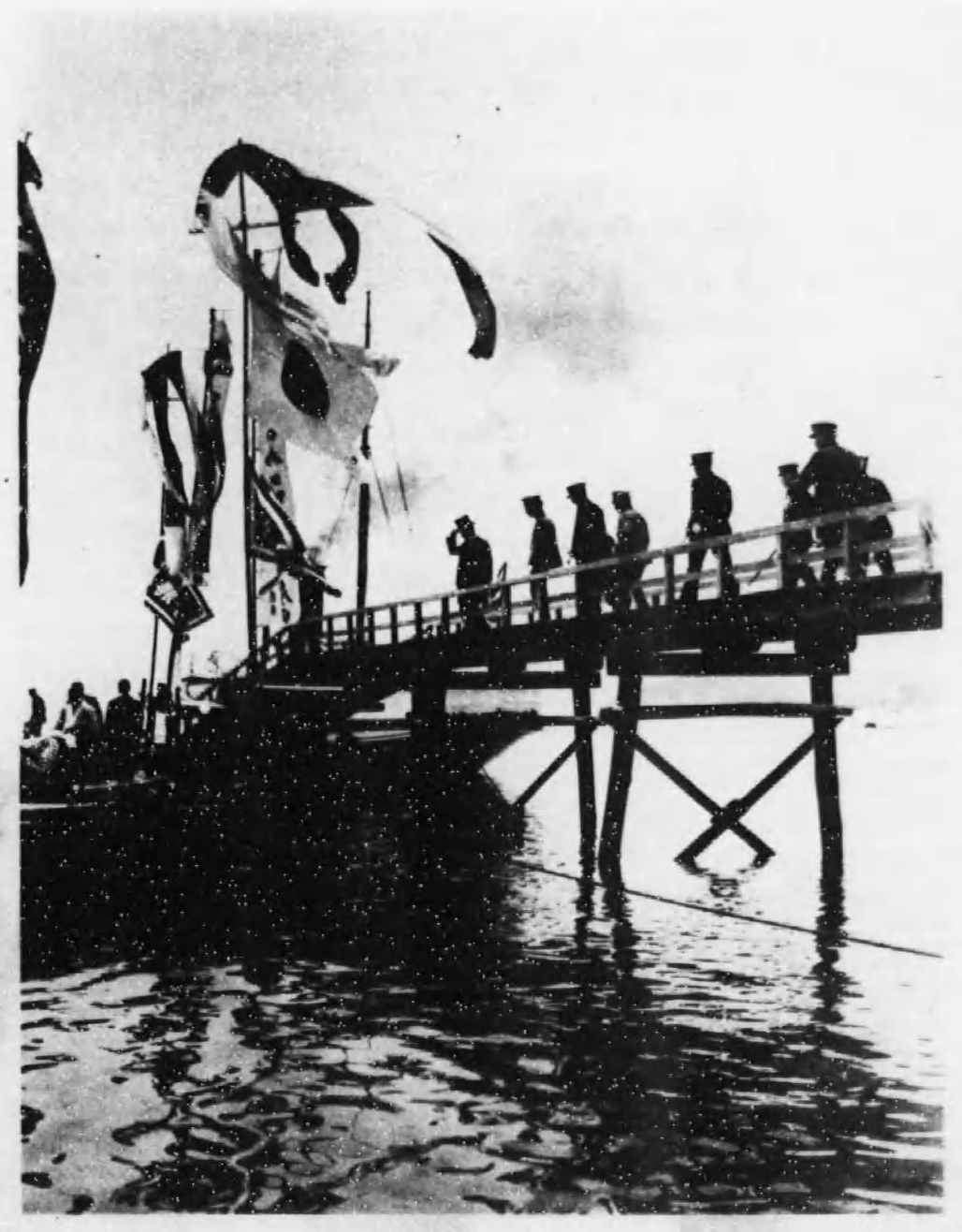
鯛網台覧。仮桟橋から台覧されている。

一方で鞆の商業活動は近代以降衰退していった。それまで和船の風待ち潮待ちの港として栄えたが蒸気船や機帆船の登場によりその必要がなくなったこと、そして山陽鉄道（山陽本線）の登場により物流が変わったためである。これを打破しようと、鞆町第2代町長横山運次は観光開発を始めた。その一つが観光鯛網であった。当初は住民により反対されたが横山は精力的に働きかけ、それに地元出身の実業家森下博が後押し、特に”日本の広告王”と言われた森下は関西圏で観光客誘致を働きかけ大阪市電や大阪市の新聞に広告を打った。これが幸いし大正12年（1923年）第1回観光鯛網は大盛況を収め、ここから観光鯛網は続いていく。
大正15年（1926年）5月24日、摂政宮（のちの昭和天皇）台覧興行が行われた。これにより全国的に鞆の鯛網の存在が知られるようになった。
昭和10年代（1935年頃）親船（網船）以外の船団を機械化。太平洋戦争を挟んで観光客の減少により観光鯛網は中断したが、昭和24年（1949年）から再開し現在まで続いている。なお漁としての鯛網は昭和30年代（1960年前後）に消滅している。昭和63年（1988年）に親船が作られた。平成27年（2015年）福山市指定無形民俗文化財に指定された。これを受け、市の助成金で親船2隻を新造更新、以前のものより幅長さともに1m大きくなった。

## 交通
鞆の浦#交通アクセス参照